# Ball and Chain
"Ball and Chain" é uma canção do grupo musical briânico The Who escrita pelo seu guitarrista Pete Townshend. A canção foi lançada em 2019 como sendo uma single do álbum Who. A música é uma regravação da música "Guantanamo", lançada na coletânea musical de Townshend Truancy em 2015. A canção foi a primeira single lançada do álbum e narra a rotina na Prisão de Guantánamo em Cuba.
A canção é um blues-rock cantado pelo vocalista da banda Roger Daltrey. A música foi apresentada ao público em um concerto da banda no estádio de Wembley em Londres no dia 6 de julho de 2019.